# Eremochlaena orana
Eremochlaena orana är en fjärilsart som beskrevs av Lucas 1849. Eremochlaena orana ingår i släktet Eremochlaena och familjen nattflyn. Inga underarter finns listade i Catalogue of Life.